# 道格拉斯·奥谢罗夫

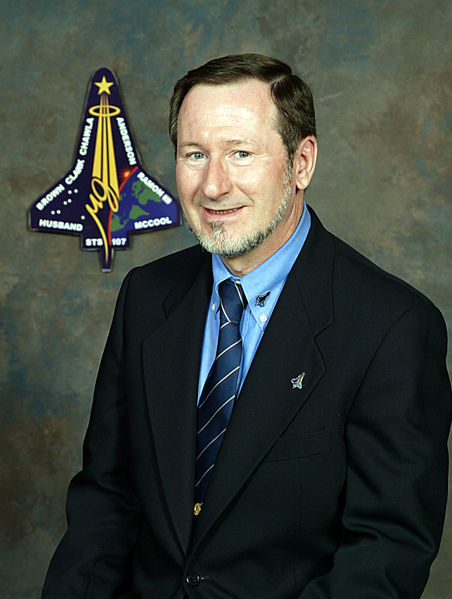
道格拉斯·奥谢罗夫

道格拉斯·奥谢罗夫（英語：Douglas Osheroff，1945年8月1日—美國华盛顿州阿伯丁），美国物理学家，1996年获诺贝尔物理学奖。